# Raffaele Calace

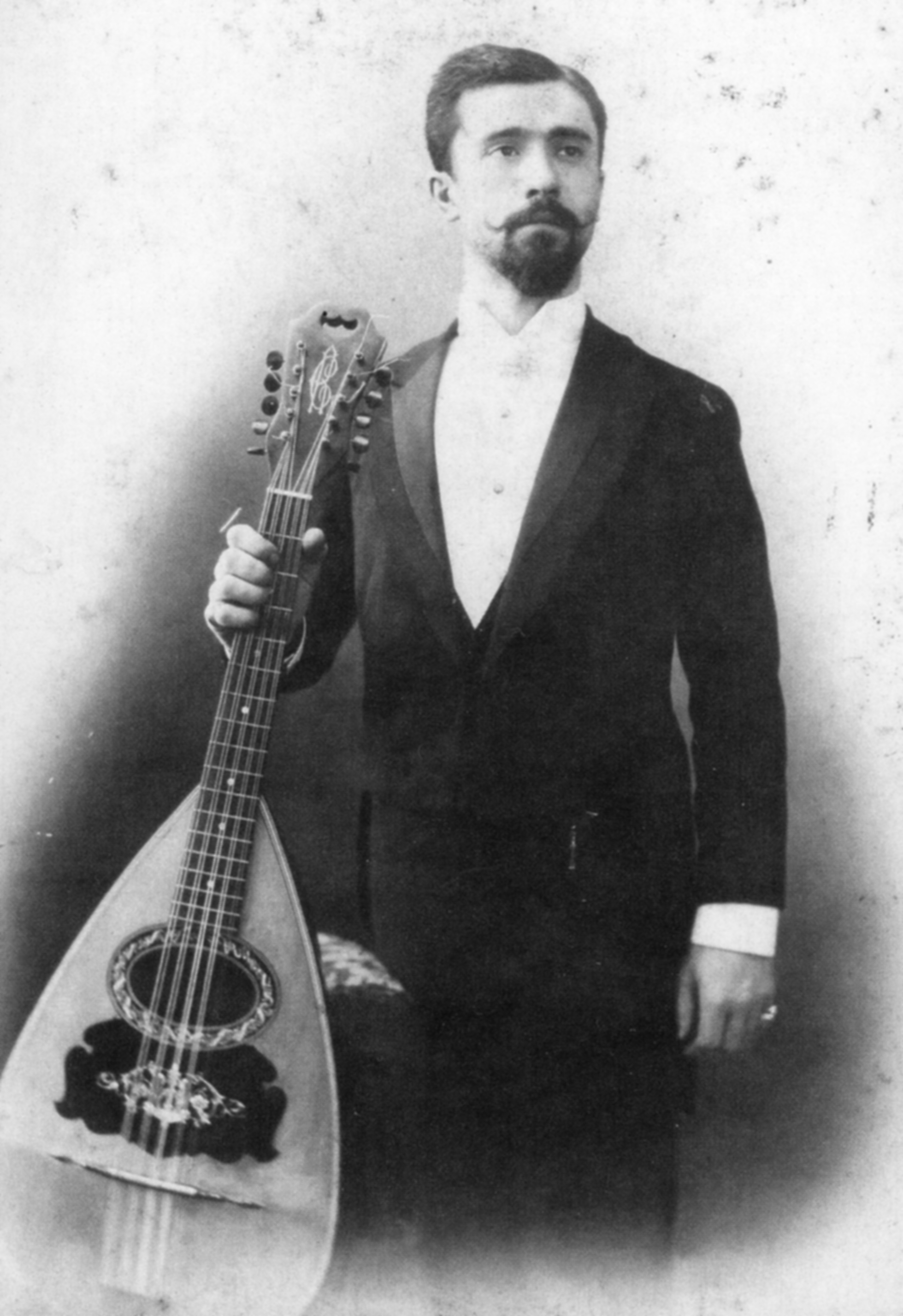
Raffaele Calace

Raffaele Calace (Napels, 1863 – Napels, 1934) was een Italiaans componist, instrumentenbouwer en virtuoos op de mandoline en liuto cantibile.
Hij schreef meer dan 200 werken voor de mandoline, solo of in combinatie met andere instrumenten, zoals het mandolineorkest.
- Bibliothèque nationale de France: cb139675442 (data)
- Gemeinsame Normdatei: 133442152
- International Standard Name Identifier: 0000 0000 5518 8195
- Library of Congress Control Number: n89668470
- Nationale Bibliotheek van Letland: 000050454
- MusicBrainz: ee353503-f0b1-432d-9e3b-dc4155e221cc
- Nationale Bibliotheek van Israël: 987007332104605171
- Nederlandse Thesaurus van Auteursnamen: 290674026
- Istituto Centrale per il Catalogo Unico: CUBV030610
- Virtual International Authority File: 61738973
- WorldCat: E39PBJbtkQm6wJ8bf8cRhGQjG3